# Mattias Karlsson (homme politique)
Hans Kennert Mattias Hedarv Karlsson, né le 17 août 1977, est un homme politique suédois.
Le Monde le décrit comme un idéologue des Démocrates de Suède.